# Legendrena perinet
Legendrena perinet is een spinnensoort uit de familie Gallieniellidae. De soort komt voor in Madagaskar.